# Mark Irwin
Mark Irwin (* 7. August 1950 in Toronto, Ontario) ist ein kanadischer Kameramann.

## Leben
Seine Karriere als Kameramann begann er 1976 mit dem Film Point of No Return. Mit dem Film 10.000 PS – Vollgasrausch im Grenzbereich aus dem Jahre 1979 begann seine Zusammenarbeit mit dem Regisseur David Cronenberg. Ihr letzter gemeinsamer Film war Die Fliege 1986. Irwins Schaffen umfasst mehr als 140 Film- und Fernsehproduktionen, darunter viele Horrorfilme und Komödien.
Bisher wurde er viermal von der Canadian Society of Cinematographers mit einem Preis für die Beste Kameraarbeit ausgezeichnet.

## Filmografie (Auswahl)
- 1977: Invasion der Raumschiffe (Starship Invasions)
- 1979: 10.000 PS – Vollgasrausch im Grenzbereich (Fast Company)
- 1979: Die Brut (The Brood)
- 1980: Schreie der Nacht (Funeral Home)
- 1981: Scanners – Ihre Gedanken können töten (Scanners)
- 1982: Trapped, die tödliche Falle (Trapped)
- 1983: Videodrome
- 1983: Avanaida – Todesbiss der Satansviper (Spasms)
- 1983: Dead Zone
- 1985: Artie Shaw: Time Is All You’ve Got (Dokumentarfilm)
- 1985: Der Protektor (The Protector)
- 1986: Bodycheck (Youngblood)
- 1986: Die Fliege (The Fly)
- 1988: Mein Nachbar, der Vampir (Fright Night Part II)
- 1988: Der Blob (The Blob)
- 1988: BAT-21 – Mitten im Feuer
- 1990: Die Klasse von 1999 (Class of 1999)
- 1990: Dark Angel (Dark Angel (I come In Peace))
- 1990: RoboCop 2
- 1991: Showdown in Little Tokyo
- 1992: Passagier 57 (Passenger 57)
- 1994: Mighty Ducks II – Das Superteam kehrt zurück (D2: The Mighty Ducks)
- 1994: Freddy’s New Nightmare (Wes Craven’s New Nightmare)
- 1994: Dumm und Dümmer (Dumb and dumber)
- 1995: Vampire in Brooklyn (Wes Craven’s Vampire In Brooklyn)
- 1996: Kingpin
- 1996: Scream – Schrei!
- 1997: Steel Man
- 1998: Verrückt nach Mary (There’s Something About Mary)
- 1999: 10 Dinge, die ich an Dir hasse (10 Things I Hate About You)
- 2000: Road Trip
- 2000: Ich, beide & sie (Me, Myself & Irene)
- 2001: Ohne Worte (Say It Isn’t So)
- 2001: Osmosis Jones
- 2001: American Pie 2
- 2003: Malibu’s Most Wanted
- 2003: Old School – Wir lassen absolut nichts anbrennen (Old School)
- 2003: Scary Movie 3
- 2005: Dabei sein ist alles (The Ringer)
- 2006: Big Mama’s Haus 2
- 2006: Flight 93 – Todesflug am 11. September (Flight 93)
- 2007: Sydney White – Campus Queen (Sydney White)
- 2007: Blonde Ambition
- 2009: Ace Ventura 3 – Der Tier-Detektiv (Ace Ventura Jr: Pet Detective, Fernsehfilm)
- 2009: Dance Flick – Der allerletzte Tanzfilm
- 2009: Dark Legends – Neugier kann tödlich sein (The Shortcut)
- 2011: Mein Freund aus der Zukunft (My Future Boyfriend)
- 2012: Santa Pfote 2 – Die Weihnachts-Welpen (Santa Paws 2: The Santa Pups)
- 2013: Teen Beach Movie (Fernsehfilm)
- 2013: Super Buddies
- 2015: Russell Wahnsinn (Russell Madness)
- 2015: Teen Beach 2 (Fernsehfilm)
- 2017: Descendants 2 – Die Nachkommen (Descendants 2, Fernsehfilm)
- 2017: Mister Before Sister (The Layover)
- 2017: Wuff Star – Doppelt Bellt Besser (Pup Star: Better 2Gether)
- 2018: Puppy Star Christmas
- 2019: American Hangman
- 2019: Junglee